# Enrico Skerbec
Enrico Skerbec (Rijeka, 1934. – Rijeka, 27. kolovoza 2016.) hrvatski pravnik iz redova riječkih Talijana. 
Nakon završene riječke talijanske gimnazije, diplomirao je na Pravnom fakultetu u Zagrebu (1959.). Tijekom duge profesionalne karijere obnašao je odgovorne funkcije u Brodogradilištu 3. maj, Autotroleju i Elektroprivredi te Službi društvenoga knjigovodstva.
Bio je jedan od autora hrvatsko-slovenskoga sporazuma prilikom izgradnje nuklearne elektrane u Krškom. Pedeset je godina djelovao kao sudski tumač za talijanski jezik specijaliziran za gospodarsko-pravna pitanja te aktivno sudjelovao u radu Talijanske nacionalne zajednice, Vijeća talijanske nacionalne manjine Grada Rijeke, Školskog odbora Osnovne škole Belvedere i Srednje talijanske škole (Liceo) u Rijeci.